# کوروش منصوری
کوروش منصوری (زاده ۱۹۶۰ کلاردشت) کارآفرین بریتانیایی-ایرانی است، که در سال ۱۹۸۹ شرکت خودروسازی منصوری را تأسیس کرد. شرکت منصوری در زمینه سفارشی‌سازی و تیونینگ خودروهای لوکس فعالیت می‌نماید. وی هم‌اکنون به‌عنوان رئیس هیئت مدیره این شرکت فعالیت می‌کند.

## زندگی‌نامه
کوروش منصوری در گفتگو با مجله ماشین گفته است: سال ۱۹۸۹ بود که به دلیل علایق شخصی در شهر مونیخ کمپانی MP Design را تأسیس کردم و سال‌ها مشغول تولید قطعات و همکاری با کمپانی‌های بزرگ خودروسازی و تیونینگ آلمانی بودیم، اما به خودم گفتم تا کی باید برای دیگران قطعه تولید کنیم؟ حالا زمان آن است که باید خودمان با لوگو و برند منصوری به بازار بیاییم، سپس کار را با بنتلی آغاز کردیم که بسیار موفق بود و پس از آن به سراغ استون مارتین رفتیم.
ما به سراغ خودروهایی رفتیم که تاکنون کسی روی آن‌ها کار نکرده بود. در ضمن ما با تمام تیونرهای آلمانی دوست و همکاریم، اگر به سراغ مرسدس بنز می‌رفتیم، برابوس ناراحت می‌شد یا اگر به سراغ ب‌ام‌و می‌رفتیم «هارت گه» یا «اشنیتزر» از ما دلخور می‌شدند، بنابراین به این نتیجه رسیدیم که آن‌ها کارخودشان را انجام دهند و ما روی شاخه‌های خالی بیاییم.
پس از آستون مارتین نیز به سراغ رولزرویس موتور کارز، سپس فراری و سرانجام بوگاتی که نهایت کار است، رفتیم.